# Brassempouy
Brassempouy település Franciaországban, Landes megyében. Lakosainak száma 273 fő (2022. január 1.). Brassempouy Amou, Bergouey, Cazalis, Gaujacq, Nassiet és Saint-Cricq-Chalosse községekkel határos.

## Népesség
A település népességének változása:
| Lakosok száma | 332  | 291  | 267  | 289  | 293  | 272  | 267  | 264  | 263  | 273  |
|               | 1968 | 1982 | 1999 | 2006 | 2011 | 2015 | 2017 | 2018 | 2020 | 2022 |